# Patrizia Sandretto Re Rebaudengo
Patrizia Sandretto Re Rebaudengo (Torino, 24 aprile 1959) è una collezionista d'arte e mecenate italiana.
È fondatrice della Fondazione Sandretto Re Rebaudengo, con sedi a Madrid, Torino e Guarene, presidente del Comitato delle Fondazioni Italiane Arte Contemporanea nonché membro – tra le altre istituzioni – dell'International Council del Museum of Modern Art di New York, dell'International Council della Tate Gallery di Londra, del Council of the Advisory dell'École Nationale Supérieure des Beaux-Arts di Lione.

## Biografia
La sua collezione è formata da oltre 1.000 opere, insieme a 3.000 fotografie, ed è stata presentata negli spazi della Whitechapel Gallery di Londra, del Centro de Arte Contemporanea di Quito in Ecuador, del Kunstmuseum di Trondheim in Norvegia e della Collectors Room di Berlino. Nel 2018 il RAM di Shanghai le ha dedicato la mostra Walking on the fade out lines e il Touchstones Rochdale di Manchester la mostra Herstory: Women Artists from the Collection of Patrizia Sandretto Re Rebaudengo.

## Onorificenze
- Premio Ipazia alla Donna Eccellente 2018
- Ufficiale della Repubblica Italiana
- Chevalier dans l’ordre des Arts et des Lettres